# Pickert
Le Pickert est une spécialité culinaire de la région Westphalie Est-Lippe en Allemagne. Des variantes se sont répandues dans les régions limitrophes. Sa caractéristique première est l’utilisation de pommes de terre crues finement râpées dans un plat qui rappelle davantage le clafoutis ou le pancake à base de farine et de levure boulangère. Le terme Pickert n’est pas spontanément connu ou compris des Allemands au-delà de l’aire linguistique westphalienne. Le tourisme ou une visite dans un restaurant local servent souvent de déclencheur pour faire connaissance de ce plat très localisé. Cela s’explique aussi par le fait qu’il entre en concurrence avec des plats très proches dans d’autres régions allemandes comme le Potthucke de Sauerland, le Dibbelabbes de Rhénanie ou le Datschert du Westerwald. Toutefois, le Pickert se distingue de ces derniers par la présence de raisins secs et la part non négligeable de farine. Il n'est ni une crêpe ni un rösti mais un mélange des deux.

## Pickertde Lippe

Carte du district de Westphalie Est-Lippe.

Le Pickert de Lippe est un plat qui appartient à la famille des crêpes épaisses ; il était le repas du pauvre. Aujourd’hui, malgré ses origines modestes, il fait partie des spécialités toujours appréciées de la région de Lippe dans le Land de Rhénanie-du-Nord-Westphalie. Il est réalisé avec du lait, de la farine, des œufs, des pommes de terre finement râpées, de la levure et quelques raisins secs. Il faut laisser monter la pâte entre une et deux heures avant de faire cuire et dorer dans une poêle en fonte anti-adhésive.
Il est servi de manière différente suivant les habitudes de chaque famille ; il peut être placé entier sur la table comme un gâteau ou un clafoutis et on le badigeonne d’une mousse de quetsches ou de prunes par exemple. Il peut être découpé en parts triangulaires comme un gâteau ou préparé directement dans la poêle en portions individuelles comme des beignets râpés lorrains.
Dans tous les cas, on sert le Pickert avec du beurre, de la compote de pommes ou de quetsches, de la mélasse ou de la saucisse de foie locale. Chacun tartine ce qu’il veut sur le Pickert. 

### Recette
- 250 g farine
- 125 cl lait (ou moitié lait, moitié eau)
- 18 g levure (ou un sachet de levure lyophilisée)
- 75 g de raisins secs
- 250 g de pommes de terre râpées
- 1 cuillerée à soupe de sucre
- Sel

Mélanger délicatement dans un petit saladier la levure avec un peu de lait tiède, un peu de farine et la cuillerée de sucre. Couvrir d’un torchon et laisser reposer pendant vingt minutes. Pendant ce temps, éplucher les pommes de terre et les râper finement. Dans un tamis, presser et jeter l’eau des pommes de terre. Verser le lait bouillant sur les pommes de terre râpées. Ajouter la farine, les œufs, le sel et les raisins secs. Mélanger avec la préparation de la levure et laisser reposer une heure et demie. Prévoir un saladier plutôt haut car la pâte doit doubler de volume.
Faire chauffer l’huile ou le beurre dans une poêle, verser l’appareil dans la poêle chaude et laisser dorer à feu moyen. Retourner avec une large spatule ou deux petites afin que le Pickert soit bien doré des deux côtés.

## Lappenpickert
La version westphalienne est quasi identique à celle de Lippe. Les ingrédients sont les mêmes et elle est dorée à la poêle. Comparable à la plaque de cuisson des galettes bretonnes, les Westphaliens utilisaient autrefois une plaque à Pickert, le plus souvent en fonte au-dessus du foyer. Pour graisser la plaque, ils utilisaient de la couenne de lard bien gras et formaient des petites galettes rondes de dix centimètres environ, dorées de chaque côté et moins épaisses que la version de Lippe.
En fait, le Lappenpickert a adopté les ingrédients du Pickert de Lippe plus consistant et nutritif (farine de blé et pommes de terre). Comme une grande partie de la Westphalie était caractérisée par des sols sablonneux peu fertiles, la farine utilisée fut initialement celle de sarrasin. Cette région allemande a évolué avec les anthrosols plaggiques qui sont un type de sol créé par l'apport régulier de matière organique par étrépage sur des arénosols et des podzols. À l’origine, ces sols étaient destinés principalement à la culture du seigle, puis des autres céréales et enfin pour la pomme de terre. Chaque ferme disposait d’un four en fonte pourvu d’une fine plaque de même matière pour la cuisson des Lappenpickert, donc l'équivalent du bilig breton. Dans le langage populaire, ces galettes étaient surnommées les « Henry de cuir » parce qu’elles étaient caoutchouteuses ou dures comme le cuir.

## Kastenpickert

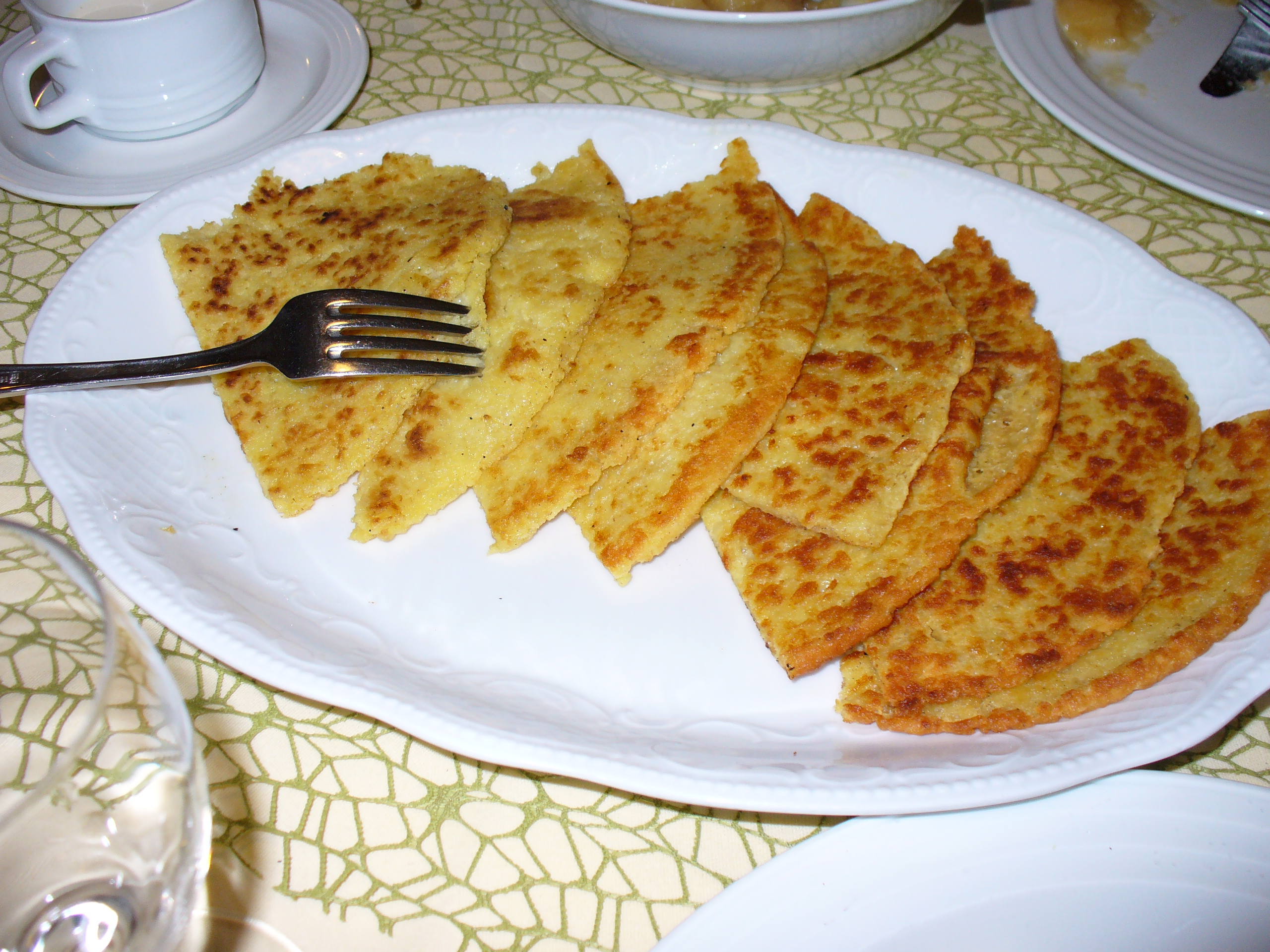
Pickert westphalien.

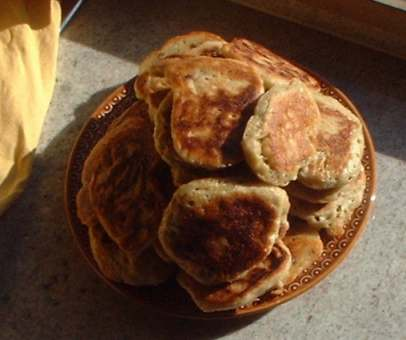
Pickert en petites portions.

Cette variante très appréciée s’est répandue surtout dans les environs de Bielefeld et Gütersloh. Elle tire son nom du fait qu’elle utilise un moule à cake rectangulaire. Le Kastenpickert se cuit effectivement au four comme un pain. Les ingrédients sont les mêmes que pour la recette originale, néanmoins il faut bien veiller à réussir la pâte levée pour qu’un joli pain souple sorte du moule.
Une fois le pain refroidi, les tranches découpées sont de nouveau dorées à la poêle de chaque côté. L’avantage de cette variante est sa flexibilité : on peut le conserver plus longtemps et se préparer deux tranches qu’on peut réchauffer à la poêle à chaque fois.
Traditionnellement, le Kastenpickert se mange avec du beurre demi-sel. Mais les mousses et compotes sont très appréciées, davantage encore une saucisse de foie de fabrication artisanale, celle qui peut s’étaler au couteau. Les Allemands ne pratiquent pas le foie gras, mais la combinaison de cette spécialité française avec une tranche de Kastenpickert tiède est objectivement correcte pour ceux qui aiment les associations sucré-salé.
Moins du goût des palais français mais davantage de celui des Européens du Nord, les Westphaliens aiment boire un café noir bien chaud avec une tranche de Pickert.
Le Pickert, quelle que soit sa variante, a perdu sa connotation de plat du miséreux en intégrant les cartes des restaurants régionaux sur tout le nord-ouest de l’Allemagne. La méthode de Bielefeld l’emporte quelque peu sur les autres car sa forme est plus esthétique et donc plus facile à présenter sur les assiettes. Les chefs de cuisine servent en général ce plat avec des dés de lard fumé grillés, un œuf sur le plat et une salade verte. Entre-temps, cette présentation s’est également imposée dans les ménages pour un plat de semaine simple, rustique mais de caractère.